# Vasile Gh. Radu
Vasile Gheorghe Radu (* 26. Juni 1903 in Pârgărești, Kreis Bacău, Königreich Rumänien; † 8. März 1982 in Cluj-Napoca) war ein rumänischer Zoologe. Sein Forschungsschwerpunkt waren die Asseln (Isopoda).

## Leben
Radu hatte vier Geschwister, einen Bruder und drei Schwestern. Er wurde am George-Bacovia-Gymnasium in Bacău unterrichtet, daneben war er eine Zeit lang Aushilfslehrer in seinem Heimatort. Zwischen 1922 und 1927 besuchte er die Fakultät für Naturwissenschaften der Universität Iași. Er studierte an der Abteilung für Tiermorphologie unter der Leitung von Paul Bujor, der Radus Bachelorarbeit betreute und auch Koordinator seiner Dissertation war. Seine Doktorarbeit, die er 1931 an der Universität Iași verteidigte und in französischer Sprache verfasste, befasste sich mit der zytologischen und histologischen Struktur des Samenleiters der Gemeinen Rollassel (Armadillidium vulgare). 
Mit Unterstützung von Bujor, der Radu ein Forschungsstipendium vermittelte, absolvierte Radu zwischen 1931 und 1932 ein Forschungspraktikum am Labor für Zytologie und vergleichende Histologie an der Sorbonne. Daneben forschte er in dieser Zeit am Histologie-Labor der Universität Paris V und an der Meeresforschungsstation in Roscoff (Bretagne).
1935 wurde Radu Dozent an der Universität Iași und 1940 erhielt er den Titel eines ordentlichen Professors an der Abteilung für Zoologie und vergleichende Anatomie an der Babeș-Bolyai-Universität Cluj, die dann nach dem Wiener Diktat nach Timișoara verlegt wurde. Bis zu seiner Pensionierung im Jahr 1973 war Radu der Leiter des Fachbereichs Zoologie an dieser Universität, obwohl er nebenbei noch andere Positionen bekleidete, darunter von 1947 bis 1952 ehrenamtlicher Direktor des Instituts für Höhlenforschung in Cluj-Napoca sowie von 1948 und 1951 Dekan der Fakultät für Biologie und Geographie. Er war für die Entwicklung von zahlreichen zoologische Disziplinen und Forschungsrichtungen verantwortlich, darunter für die Zytologie, Histologie, Taxonomie und Ökologie. Neben seiner Arbeit in der Abteilung für Zoologie absolvierte Radu zahlreiche Forschungspraktika an der biologischen Meeresstation Agigea und der Zoologischen Station Sinaia. Im Laufe seiner Karriere lehrte Radu mehrere biologische Grunddisziplinen, darunter Tierzytologie und -histologie, vergleichende Anatomie der Wirbeltiere und vor allem die Zoologie der Wirbellosen, wobei er sich vornehmlich den Asseln widmete. Zwischen 1967 und 1972 veröffentlichte Radu das zweibändige Werk Zoologia nevertebratelor: manual pentru uzul facultăţilor de biologie şi a altor institute de învăţământ. 
Radu führte seine ersten Forschungen über terrestrische Asseln zwischen 1927 und 1930 unter der Leitung seines Mentors Paul Bujor durch. Als Assistent am Lehrstuhl für Tiermorphologie untersuchte er die Evolution des Chromatins im Prozess der Spermatogenese bei der Gemeinen Rollassel. Er beschrieb die Entwicklung der Keimzellen in den Hodenfollikeln, die Phase, in der die Reifeteilung stattfindet, und die morphologischen Veränderungen, die zur Bildung der Spermien führen. Er studierte und beschrieb homologe Chromosomen, cytoplasmatische Organellen, Zellteilungen in den Stadien, durch die die Zellen von Spermatogonien zu Spermatozyten und schließlich zu Spermatozoen übergehen. 
Die von Radu durchgeführten Forschungen zur Zytologie, Histologie und Anatomie der terrestrischen Asseln gipfelten in der Veröffentlichung von 15 Artikeln in Fachzeitschriften in Rumänien und im Ausland. Er organisierte Reisen mit dem gesamten zoologischen Team zu Lebensräumen in verschiedenen geographischen Ebenen, wo er terrestrische Asseln sammelte, sie studierte und die Artengemeinschaften in den untersuchten Lebensräumen beschrieb. Solche Forschungen wurden im Bucegi-Gebirge, im Apuseni-Gebirge, in den Ostkarpaten, in verschiedenen Habitaten im Banat, in Siebenbürgen, in Moldawien, in Dobrudscha sowie in der Großen Walachei durchgeführt. Das gesammelte Material, mehr als 1000 Exemplare, befindet sich im Museum für Zoologie der Fakultät für Biologie und Geologie, Abteilung für Taxonomie und Ökologie der Babeș-Bolyai-Universität Cluj. Radu identifizierte und beschrieb 25 neue Arten und vier Unterarten. Von den als neu für die Wissenschaft beschriebenen Arten gehören sechs Arten zur Gattung Haplophthalmus, sechs Arten zur Gattung Trachelipus, drei Arten zur Gattung Platyarthus, zwei Arten zur Gattung Cylisticus und je eine Art zu den Gattungen Ligidium, Trichoniscoides, Ropaloniscus, Monocyphoniscus, Trichorina, Haplophiloscia, Bifrontonia und Metoponorthus.

## Mitgliedschaften und Dedikationsnamen
Radu wurde im November 1935 korrespondierendes Mitglied und im Dezember 1948 Mitglied der Rumänischen Akademie. Nach ihm sind die Arten Campylaspis radui (2018), Cumella radui (1992), Schizotrema radui (2018) und Trachelipus radui benannt.